# Île Unimak
L'île Unimak, en anglais Unimak Island, en aléoute Unimax, est une île des États-Unis située en mer de Béring. Faisant partie des îles Aléoutiennes, en Alaska, elle est la plus vaste et la plus orientale de l'archipel. Seul un mince bras de mer de 690 mètres au plus étroit sépare l'île de la péninsule de l'Alaska.
Avec une superficie de 4 069 km2, elle est la neuvième plus grande île des États-Unis et la 134e du monde. On y trouve le mont Shishaldin, le sommet des îles Aléoutiennes et l'un des dix volcans les plus actifs au monde. 
La localité de False Pass regroupe l'intégralité des habitants de l'île, soit 35 personnes en 2010, desservie par l'aéroport Cape Sarichef (en).
Dans la zone centre-ouest de l'île se trouve la caldeira Fisher (en), nommée en l'honneur de Bernard Fisher, un géologue de l'United States Geological Survey mort dans le détroit. Elle est caractérisée par de nombreux cônes volcaniques et lacs endoréiques. 
L'île héberge  des ours bruns, des rennes ainsi que, dans sa zone ouest, des renards roux.
Le phare du cap Scotch a été construit en 1903. En avril 1946, il a été détruit par un tsunami consécutif à un séisme, tuant cinq garde-côtes. Reconstruit dans les années 1950, il a été automatisé en 1971. Celui du Phare du cap Sarichef a été supprimé en 1999, remplacé par une balise radio érigée sur une tour métallique voisine. 

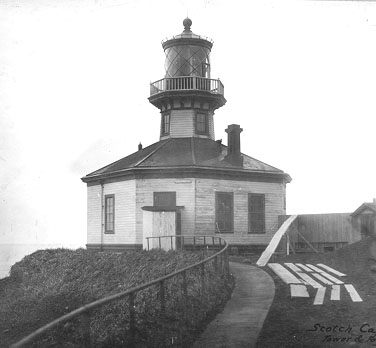
Le premier phare d'Unimak, en 1903.
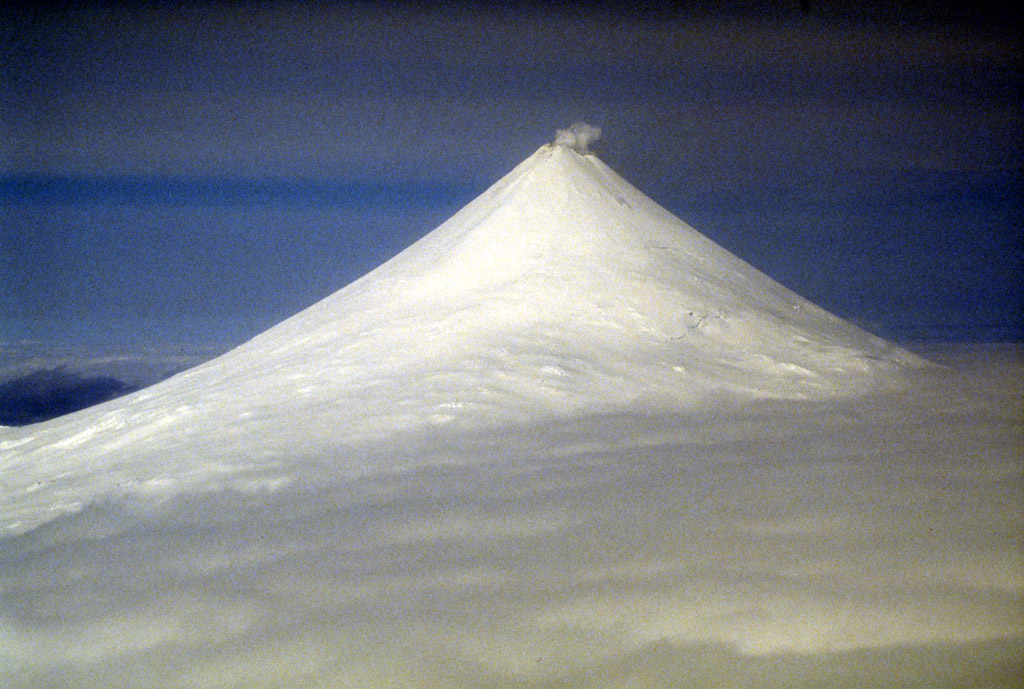
Vue du mont Shishaldin.